# Gryfów Śląski
Gryfów Śląski [ˈɡrɨfuf ˈɕlõsci], tyska: Greiffenberg, är en stad i sydvästra Polen, belägen i distriktet Powiat lwówecki i Nedre Schlesiens vojvodskap, vid floden Kwisa. Tätorten hade 6 879 invånare i juni 2014 och är centralort i en stads- och landskommun med totalt 10 030 invånare samma år. Staden är medlem av det tysk-polsk-tjeckiska regionala samarbetsorganet Euroregion Neisse.

## Administrativ indelning
Till kommunen hör förutom staden Gryfów Śląski även följande kommundelar (sołectwo):
- Krzewie Wielkie (tyska: Groß Stöckigt)
- Młyńsko (Mühlseiffen)
- Proszówka (Gräflich Neundorf)
- Rząsiny (Welkersdorf)
- Ubocze (Schosdorf)
- Wieża (Wiesa)
- Wolbromów (Klein-Neundorf)

## Historia
Orten grundades troligen under hertigen Bolko I av Schweidnitz under slutet av 1200-talet. Staden fick stadsrättigheter 1354 enligt förebild från Löwenberg. Under slutet av medeltiden lydde området under kungariket Böhmen och blev därmed del av Habsburgmonarkin i början av 1500-talet. Genom Österrikiska tronföljdskriget blev staden del av Preussen 1742, från 1815 som del av provinsen Schlesien.
Greiffenberg var under 1800-talet en viktig textilindustristad, och Greiffverken sysselsatte totalt omkring 7 000 personer i textilindustrin. 1865 fick staden en järnvägsstation på linjen Görlitz – Hirschberg. 1927 öppnade även Siemens AG en fabrik i staden.
1945 tillföll staden Polen genom Potsdamöverenskommelsen, och de kvarvarande tyska invånarna tvångsförflyttades västerut. Staden döptes av de polska myndigheterna officiellt om till den polska namnformen Gryfów Śląski. Under decennierna efter kriget återbefolkades staden av polska bosättare och flyktingar från områdena öster om Curzonlinjen.

## Sevärdheter
- Slottet Gryf (Greiffenstein), borgruin i närheten av Proszówka utanför staden.
- Rådhuset
- S:a Hedvigskyrkan

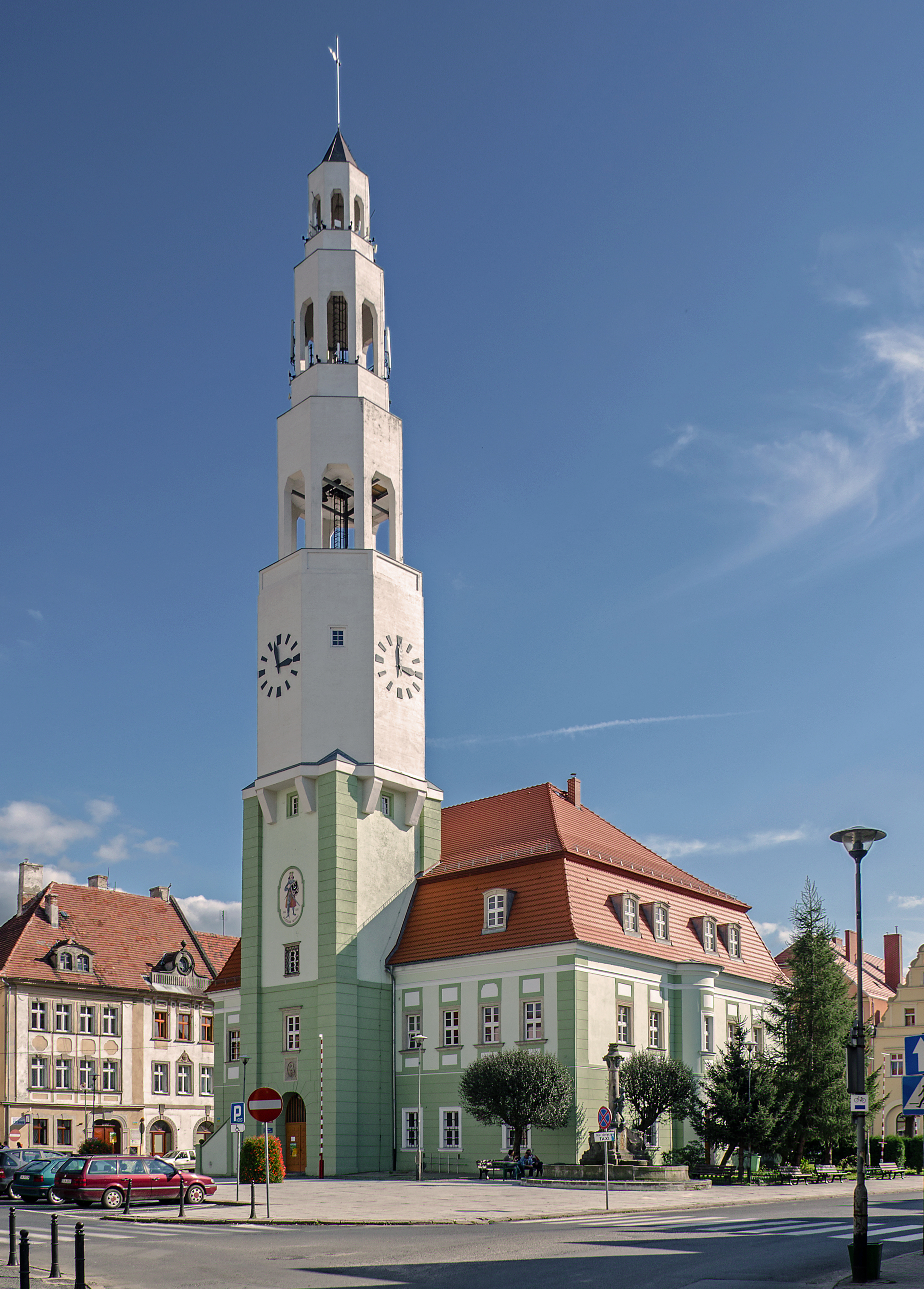
Rådhuset.
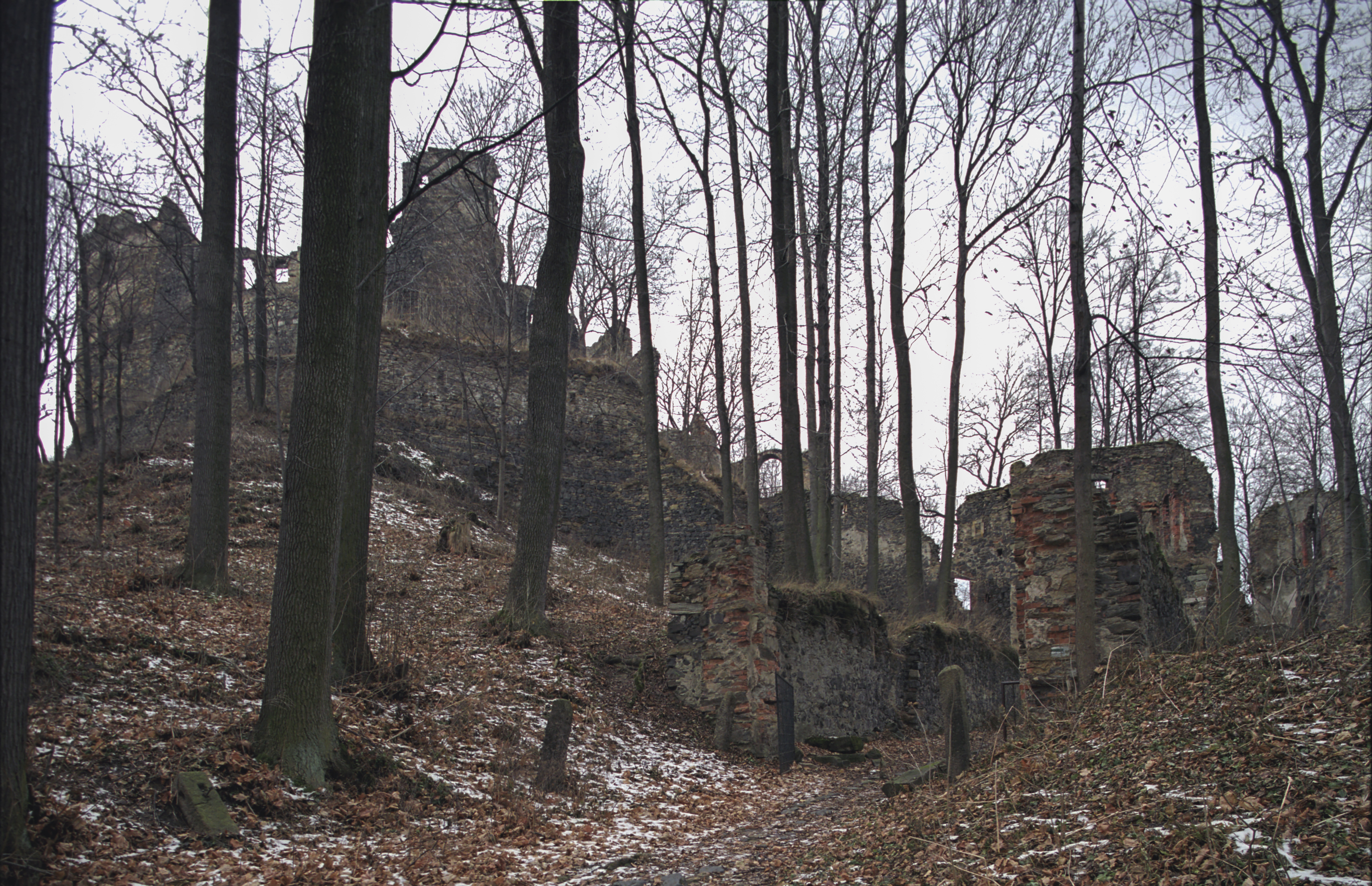
Gryfs borgruin.
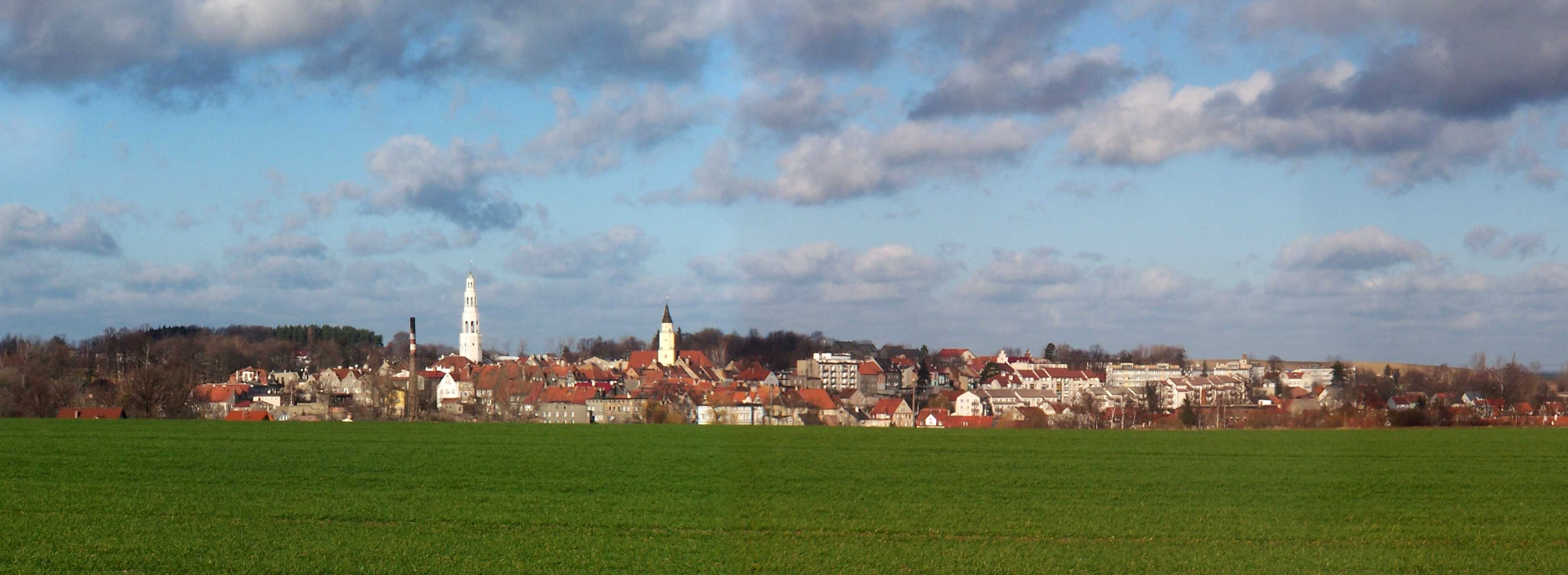
Panorama.
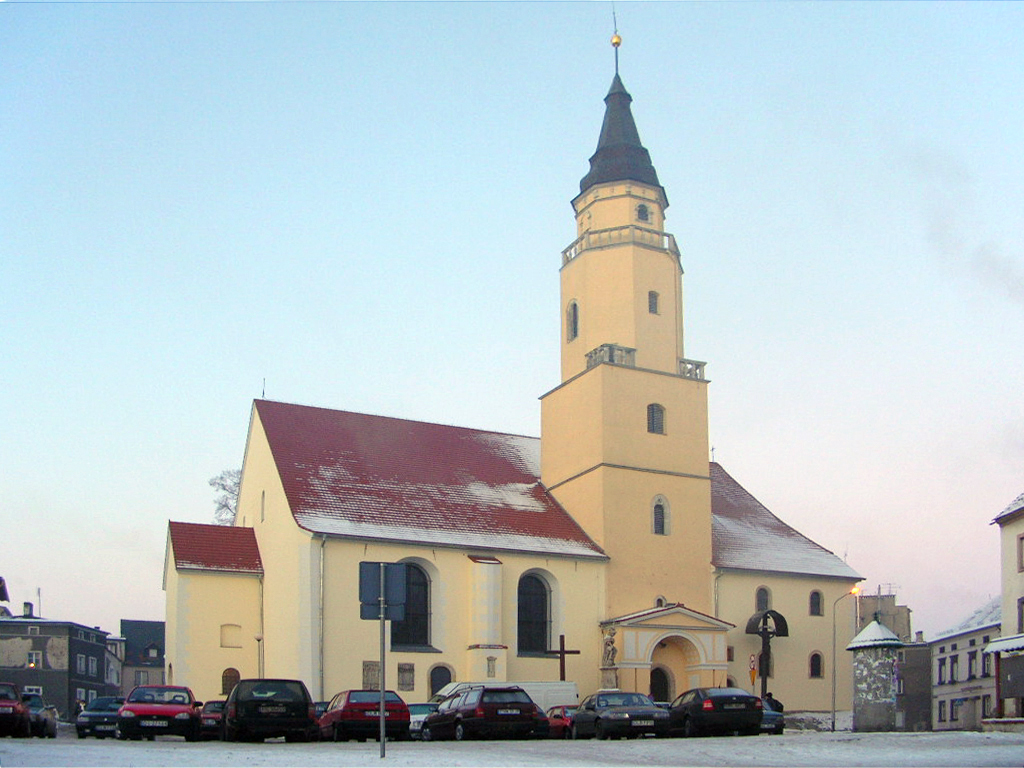
S:a Hedvigskyrkan.

## Kända invånare
Författaren Arno Schmidt bodde i sin ungdom i staden och arbetade vid Greiffverken.
Bland kända personer födda i staden märks:
- Joachim Nerger (omkr. 1626–1682), jurist.
- Hermann Steudner (1832–1863), botaniker och Afrikaforskare.
- Johannes Maximilian Avenarius (1887–1954), konstnär.
- Andrzej Chyra (född 1964), skådespelare.